# Parti national (Tchéquie)
Pour les articles homonymes, voir Parti national.
Le Parti national (en tchèque : Národní strana, abrégé en NS) est un parti politique de la République tchèque. Petra Edelmannová est son leader[Quand ?]. Ce parti est vigoureusement opposé au maintien du pays dans l'Union européenne.
En 2007, ce parti a créé sa propre garde paramilitaire.

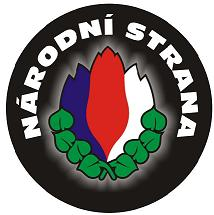

Ce parti a suscité une certaine attention médiatique internationale en proposant, dans un spot de campagne destinées aux élections européennes de 2009, une « solution finale au problème des Roms », en défendant le projet de déporter la population Rom en Inde, considérée comme le berceau ethnique de ce peuple,. Les slogans du spot étaient notamment « non à l'intégration des inadaptables » ou « Tes impôts, leur avenir » défilant sur fond de photos de ghettos roms. Le parti a obtenu 6 263 voix aux élections européennes, soit 0.26%.
Endetté et menacé de banqueroute selon la presse tchèque, le parti a été dissous par la Cour administrative suprême en 2013.